# BO Microscopii
BO Microscopii (BO Mic) es una estrella variable de magnitud aparente +9,44 en la constelación de Microscopium. Situada a 150 años luz del sistema solar, es una joven estrella de solo 30 millones de años de edad y tipo espectral K0V. Con una temperatura superficial de 4950 K, su masa es el 90 % de la masa solar y su luminosidad es solo el 40 % de la del Sol. Es una estrella variable BY Draconis cuyo brillo varía 0,21 magnitudes.

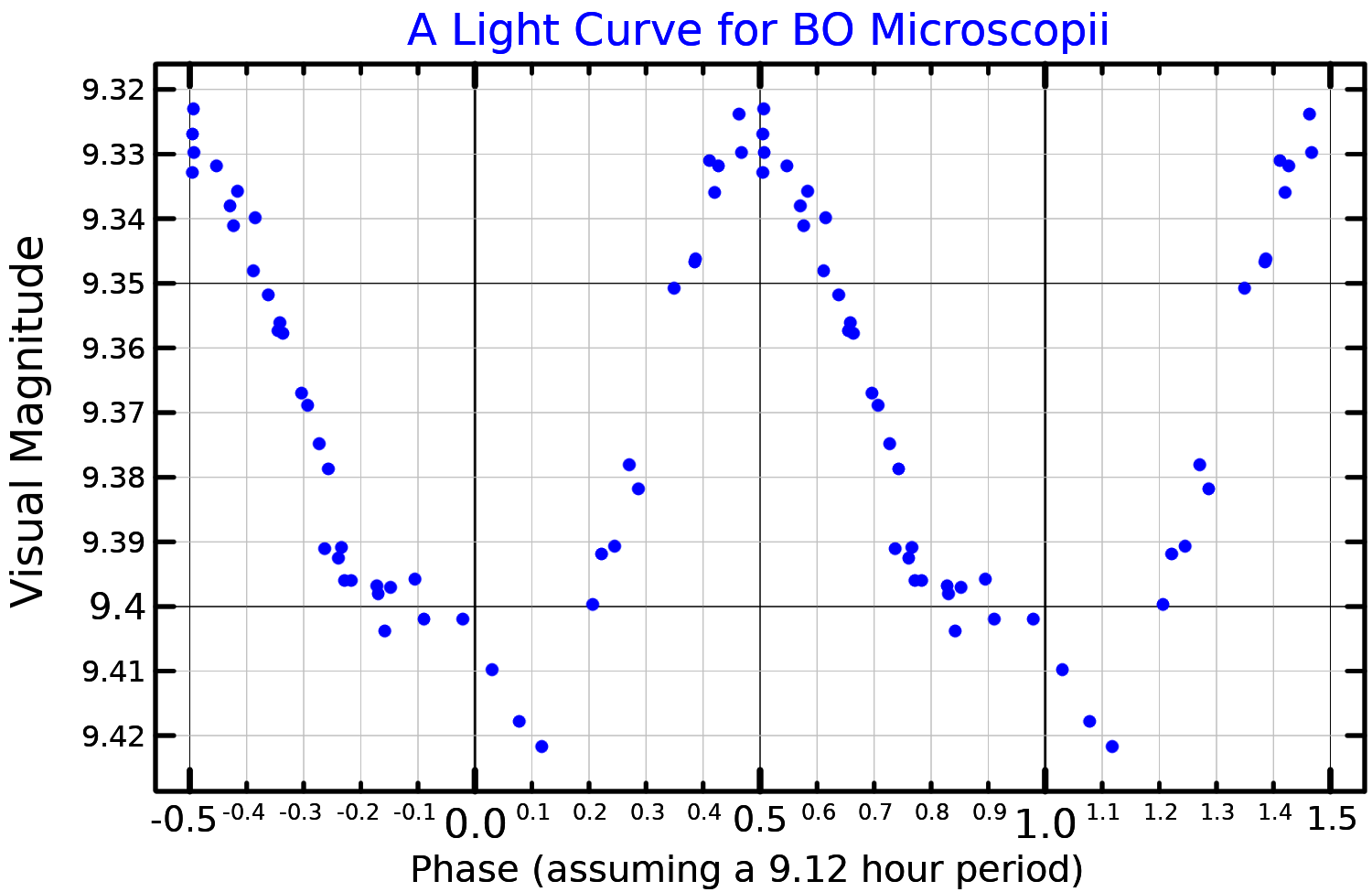
Curva de luz de BO Microscopii

La velocidad de rotación de BO Microscopii es particularmente alta, lo que la ha valido el sobrenombre de «Speedy Mic». Su período de rotación es de solo 9 horas mientras que el Sol gira sobre sí mismo aproximadamente cada 26 días, por lo que BO Microscopii rota 66 veces más deprisa que nuestra estrella. En consecuencia, su campo magnético es mucho más intenso, ya que se piensa que es generado por un efecto de dinamo similar al que actúa sobre la Tierra. Ello debe tener repercusiones sobre las manchas estelares en su superficie, ya que éstas surgen en los lugares donde el campo magnético es mayor.
Dado que el Sol también rotaba más rápidamente en su nacimiento, el estudio de BO Microscopii sirve para comprender la infancia de nuestra propia estrella.
Un estudio de las erupciones en la superficie de BO Microscopii llevado a cabo con el satélite de rayos X XMM-Newton, pusieron de manifiesto que dichas erupciones se parecen mucho a las del Sol pero con dos diferencias. Por una parte, las emisiones en rayos X son un centenar de veces más energéticas que las de las mayores erupciones solares. Por otra parte, contrariamente a lo que ocurre en el Sol, la localización de las erupciones en BO Microscopii no coincide con la posición de las manchas estelares.